# Maciej Gonciarz
Maciej Gonciarz – polski lekarz, gastrolog, specjalista chorób wewnętrznych, prof. dr hab. nauk medycznych. Ordynator oddziału Gastroenterologii i Chorób Wewnętrznych w Wojskowym Instytucie Medycznym w Warszawie. Do 2019 roku konsultant województwa śląskiego w dziedzinie gastroenterologii.

## Życiorys
W 1987 ukończył studia medyczne na Śląskiej Akademii Medycznej w Katowicach, 16 grudnia 1993 obronił pracę doktorską Parametry farmakokinetyczne i biodostępność digoksyny u chorych z przewlekłym aktywnym wirusowym zapaleniem wątroby typu B leczonych kolchicyną, otrzymując doktorat, a w 2004 habilitował się na podstawie oceny dorobku naukowego i pracy. 9 maja 2018 Prezydent RP nadał mu tytuł profesora w zakresie nauk medycznych.
Były kierownik oddziału gastrologicznego i chorób wewnętrznych w Wojewódzkim Szpitalu Specjalistycznym nr. 5 im. Świętej Barbary (obecnie Centrum Urazowe). Był zatrudniony na stanowisku profesora nadzwyczajnego w Górnośląskiej Wyższej Szkole Handlowej im. Wojciecha Korfantego w Katowicach oraz Śląskiej Wyższej Szkole Zarządzania im. gen. Jerzego Ziętka w Katowicach Zamiejscowego Wydziału Nauk o Zdrowiu. Jest profesorem w Wojskowym Instytucie Medycznym. Współpracuje z Klubem Generałów i Admirałów RP w ramach ochrony zdrowia rodzin i członków klubu.

## Życie prywatne
Żonaty. Ma troje dzieci. Jego ojcem jest gastroenterolog Zbigniew Gonciarz. Ma siostrę Katarzynę (z zawodu mikrobiolog).

## Publikacje
- Corolectal Cancer: Trophic Factors, COX-2 and Apoptotic Proteins status in Patients before and after Radiotherapy[1]
- 2005: Sole use of dexmedetomidine has limited utility for conscious sedation during outpatient colonoscopy[1]
- 2009: Altered basal and postprandial plasma melatonin gastrin ghrelin leptin and insulin in patients with liver cirrhosis and portal hypertension without and with oral administration of melatonin or tryptophan[1]
- 2012: The effects of long-term melatonin treatment on plasma liver enzymes levels and plasma concentrations of lipids and melatonin in patients with nonalcoholic steatohepatitis: A pilot study[1]